# Gegham (roi légendaire d'Arménie)
Ne doit pas être confondu avec Gegham (montagne).
Gegham (en arménien : Գեղամ) est le 5e roi légendaire d'Arménie antique, appartenant à la dynastie des Haïkides,.
Il est selon la légende l'un des ancêtres mythiques des arméniens, descendant de Haïk.

## Biographie
Il hérite par son père Amassia (hy) de la ville d'Armavir, puis donne la ville à son fils avant de partir vers le nord-est. Là, il construit plusieurs villages sur les rives du lac de Gegharkunik.
Parmi certains des domaines de Gegham, les terres au sud du Gegharkunik sont héritées par son fils Sisak (en).
L'état se fragilise pendant son règne.

## Hommage et postérité
Le lac Gegharkunik ainsi que la montagne de Gegham portent tous deux leur nom en l'honneur du roi Gegham.

## Famille

### Mariage et enfants
De son mariage avec une femme inconnue, il eut :
- Sisak (en)